# Lucas Makowsky
Lucas Makowsky, född den 30 maj 1987 i Regina, Saskatchewan, är en kanadensisk skridskoåkare.
Han tog OS-guld i herrarnas lagtempo i samband med de olympiska skridskotävlingarna 2010 i Vancouver.